# NGC 1381
NGC 1381 è una galassia lenticolare vista di taglio e situata nella costellazione della Fornace, a una distanza di circa 78 milioni di anni luce dalla nostra Via Lattea.

## Scoperta

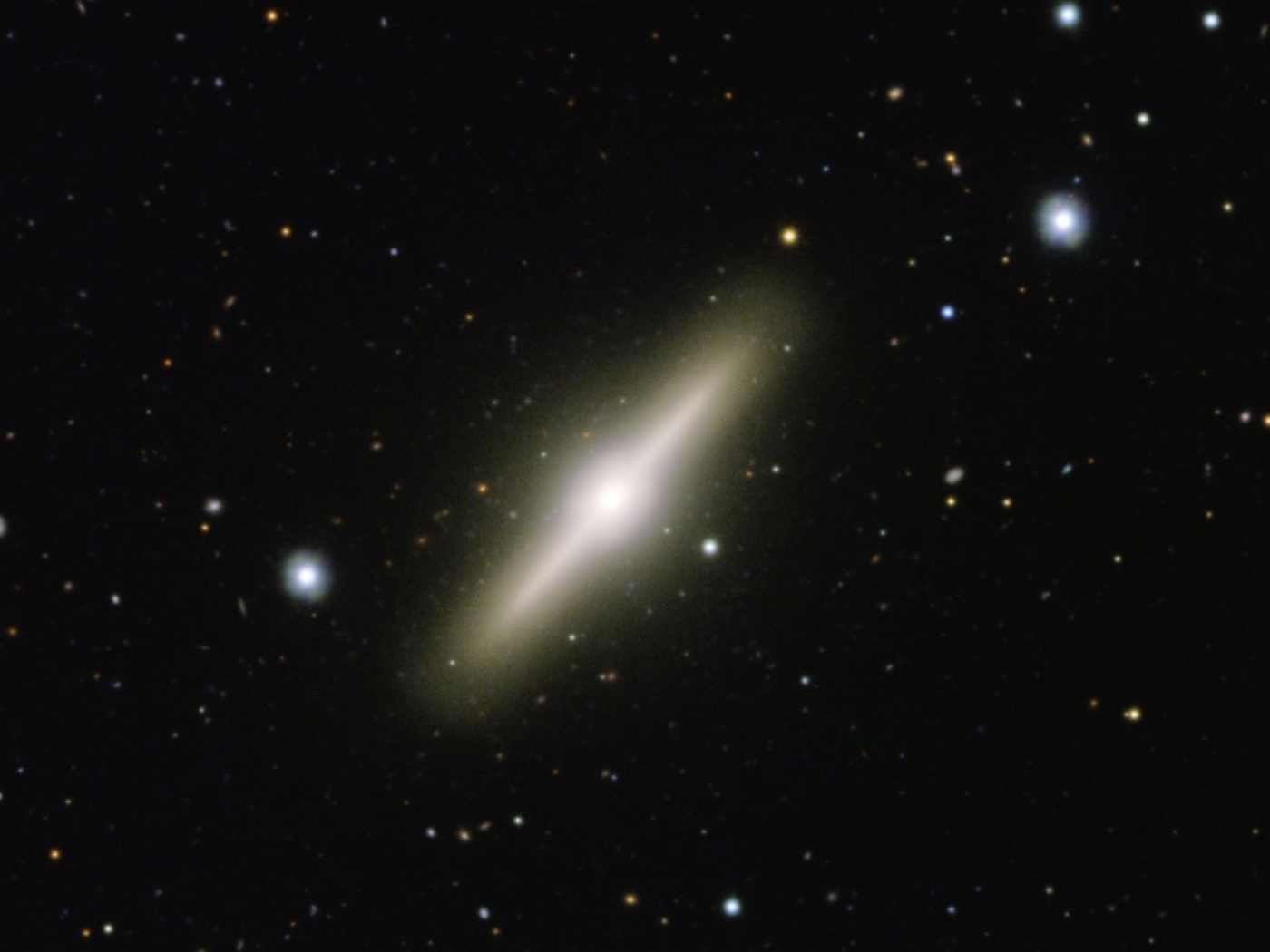
NGC 1381 ripresa dal Very Large Telescope dell'ESO.

La galassia è stata scoperta il 19 gennaio 1865 dall'astronomo tedesco Julius Schmidt.

## Gruppo di NGC 1316
NGC 1381 fa parte del Gruppo di NGC 1316, a sua volta incluso nel più vasto Ammasso della Fornace, e che comprende almeno 20 galassie, tra cui IC 335, NGC 1310, NGC 1316, NGC 1317, NGC 1341, NGC 1350, NGC 1365, NGC 1380, NGC 1381, NGC 1382 e NGC 1404.